# Uszycia (stacja kolejowa)
Uszycia (ukr. Ушиця) – stacja kolejowa w miejscowości Uszycia, w rejonie korosteńskim, w obwodzie żytomierskim, na Ukrainie. Położona jest na linii Kalinkowicze – Szepetówka.
W okresie międzywojennym istniała w tym miejscu mijanka